# Calcio Chiasiellis 2007-2008
Questa voce raccoglie le informazioni riguardanti l'Associazione Sportiva Dilettantistica Calcio Chiasiellis nelle competizioni ufficiali della stagione 2007-2008.

## Stagione
La stagione del Chiasiellis si apre con un inaspettato ripescaggio dalla Serie A2, a completamento organico causa la rinuncia all'iscrizione del campionato dell'Agliana, società che avrebbe successivamente dichiarato la definitiva inattività, conferma arrivata a fine luglio, andò ad aggiungersi alle altre due matricole iscritte al campionato di Serie A 2007-2008, la Riozzese, vincitrice del Girone A, e il Trento, vincitore del Girone B e che aveva ottenuto la promozione a scapito del Chiasiellis giunto secondo a un solo punto dalla capolista.
La dirigenza decide di rinnovare la collaborazione con il tecnico Silvano Grigolo, alla cui guida la squadra aveva conquistato nel girone di ritorno del precedente campionato dieci vittorie, nove delle quali consecutive, su undici incontri. Ad affiancare l'avventura nella massima serie del campionato italiano femminile di calcio si aggiunge l'Alibus, società attiva nel settore del trasporto passeggeri su gomma con sede a Pordenone che dichiarò l'interesse a sponsorizzare la squadra proprio per promuovere una realtà sportiva nel campo femminile.
L'incontro inaugurale della stagione è del 9 settembre, prima partita del girone D di Coppa Italia 2007-2008, girone composto da squadre friulane, Tavagnacco (Serie A) e Campagna (Serie A2), entrambi iscritti con il comune sponsor Graphistudio, e venete, Barcon e Mestre 1999. Per il Chiasiellis il torneo si conclude già a gennaio, con la sconfitta per 3-0 con il Tavagnacco capolista del girone, dopo che era stato parzialmente compromesso dall'inatteso pareggio per 2-2 in casa del Barcon, in grado di recuperare lo svantaggio di due reti. I successi negli altri tre incontri non bastano quindi al Chiasiellis per passare il turno, che si classifica al secondo posto nel minigirone dietro al Graphistudio Tavagnacco.

## Divise e sponsor
La tenuta della squadra ripropone lo schema già utilizzato precedentemente, con i colori societari biancazzurri, nella prima con tenuta completamente azzurra. Lo sponsor principale è Alibus, azienda di trasporti passeggeri su gomma.
|  | 1ª divisa |  | 2ª divisa |

## Organigramma societario
Tratto dal sito Football.it.
Area amministrativa
- Presidente: Andrea Grizzo
- Segretario Generale: Sabrina Rieppi

Area tecnica
- Allenatore: Silvano Grigolo (fino al 31 gennaio 2008), Paolo Nadalet (dal 01/02/2008 fino al 04/02/2008), Aniello Marano (dal 05/02/2008)
- Allenatore in seconda: Natalino Moretto
- Allenatore primavera: Silvano Grigolo

## Rosa
Rosa e ruoli tratti dal sito Football.it.
| N. |                   | Ruolo | Calciatrice              |
| -- | ----------------- | ----- | ------------------------ |
|    | Italia (bandiera) | P     | Cristina Magnani         |
|    | Italia (bandiera) | P     | Tania Stefanutti         |
|    | Italia (bandiera) | D     | Sara Bortolus            |
|    | Italia (bandiera) | D     | Valentina D'Angelo       |
|    | Italia (bandiera) | D     | Chiara Dazzan (Capitano) |
|    | Italia (bandiera) | D     | Monica Gressani          |
|    | Italia (bandiera) | D     | Elisa Lavia              |
|    | Italia (bandiera) | D     | Piera Cassandra Maglio   |
|    | Italia (bandiera) | D     | Elena Marinig            |
|    | Italia (bandiera) | D     | Daniela Pisano           |

| N. |                     | Ruolo | Calciatrice         |
| -- | ------------------- | ----- | ------------------- |
|    | Italia (bandiera)   | D     | Desiree Lisa Urbani |
|    | Italia (bandiera)   | C     | Silvia Berardo      |
|    | Italia (bandiera)   | C     | Luisa Canciani      |
|    | Italia (bandiera)   | C     | Monica Degrassi     |
|    | Slovenia (bandiera) | C     | Snežana Maleševič   |
|    | Italia (bandiera)   | C     | Alessia Spilotti    |
|    | Italia (bandiera)   | C     | Sonia Zanella       |
|    | Italia (bandiera)   | A     | Elena Cester        |
|    | Italia (bandiera)   | A     | Cristina Miani      |
|    | Italia (bandiera)   | A     | Chiara Paroni       |

## Calciomercato
| Acquisti | Acquisti          | Acquisti | Acquisti   |
| R.       | Nome              | a        | Modalità   |
| -------- | ----------------- | -------- | ---------- |
| D        | Sonia Zanella     | Barcon   | definitivo |
| C        | Snežana Maleševič | Krka     | definitivo |

| Cessioni | Cessioni | Cessioni | Cessioni |
| R.       | Nome     | a        | Modalità |
| -------- | -------- | -------- | -------- |
|          |          |          |          |

## Risultati

### Serie A

#### Girone di andata
| Arbitro: | Stefano Longo (Bergamo) |

|          |           |  |
| Cama 91’ | Marcatori |  |

| Arbitro: | Luca Zanette (Conegliano) |

|              |           |                             |
| Degrassi 38’ | Marcatori | 45’ Domenichetti 52’ Pintus |

| Arbitro: | Andrea Pozzato (Bassano del Grappa) |

|                                                                |           |  |
| Girelli 26’ Panico 52’, 62’, 85’ Manieri 71’ Maglio 90’ (aut.) | Marcatori |  |

| Arbitro: | Simone Cavasino (Monfalcone) |

|                |           |  |
| Miani 13’, 35’ | Marcatori |  |

| Arbitro: | Luca Zanette (Conegliano) |

|                   |           |  |
| Maglio 12’ (rig.) | Marcatori |  |

| Arbitro: | Valerio Sambi (Ravenna) |

|                                        |           |                   |
| Baglieri 22’ Guagni 29’, 72’ Colzi 77’ | Marcatori | 62’ (rig.) Maglio |

| Arbitro: | Luca Zanette (Conegliano) |

|            |           |            |
| Maglio 30’ | Marcatori | 11’ Ramera |

| Arbitro: | Fabio Ghellere (Parma) |

|                        |           |  |
| Paliotti 13’, 45’, 85’ | Marcatori |  |

| Arbitro: | De Rossi (Mestre) |

|  |           |                      |
|  | Marcatori | 75’ Zorri 78’ Pasqui |

| Arbitro: | Bazzini (Conegliano) |

|                    |           |                            |
| Brumana 17’ (rig.) | Marcatori | 68’, 83’ Maglio 72’ Paroni |

| Arbitro: | Simone Cavasino (Monfalcone) |

|  |           |                   |
|  | Marcatori | 70’, 87’ Sabatino |

#### Girone di ritorno
| Arbitro: | Marco Foscato (Venezia) |

|  |           |           |
|  | Marcatori | 84’ Fadda |

| Arbitro: | Riccardo Chirigu (Carbonia) |

|                                                         |           |  |
| Sardu 40’ Iannella 47’, 67’ Pintus 50’ Fuselli 62’, 69’ | Marcatori |  |

| Arbitro: | Stefano Zoia (Treviso) |

|              |           |                                                                                 |
| Bortolus 92’ | Marcatori | 13’, 74’ Vicchiarello 58’, 75’ Panico 77’ Toselli 78’ Gabbiadini 82’ Mencaccini |

| Arbitro: | Davide Sozzo (Bassano del Grappa) |

|                                                |           |  |
| Bertolini 31’ Meneghelli 53’ Parisi 80’ (rig.) | Marcatori |  |

| Arbitro: | Antonio Pinzone Vecchio (Genova) |

|            |           |  |
| Perini 32’ | Marcatori |  |

| Arbitro: | Marco Dal Borgo (Verona) |

|                                               |           |                                                        |
| Bortolus 23’ Lavia 40’ Miani 43’ Degrassi 77’ | Marcatori | 5’ Mauro 12’ (rig.), 72’, 84’ (rig.) Barreca 55’ Colzi |

| Arbitro: | Massimo Molinaroli (Verona) |

|                                   |           |             |
| Ceroni 57’ Mangili 71’ Ramera 75’ | Marcatori | 48’ Berardo |

| Arbitro: | Giovanni Baccini (Conegliano) |

|              |           |            |
| Maleševič 2’ | Marcatori | 17’ D'Adda |

| Arbitro: | Valerio La Torre (Legnano) |

|  |           |              |
|  | Marcatori | 26’ Degrassi |

| Arbitro: | Simone Cavasino (Monfalcone) |

|                      |           |                  |
| Lavia 55’ Cester 80’ | Marcatori | 15’, 46’ Brumana |

| Arbitro: | Marco Dal Borgo (Verona) |

|                   |           |                |
| Sabatino 32’, 78’ | Marcatori | 40’, 56’ Lavia |

#### Play-out
| Arbitro: | ??? |

|                                |           |                |
| Maglio 3’, 62’, 74’ Paroni 88’ | Marcatori | 71’, 77’ Serra |

### Coppa Italia

#### Primo turno
| Arbitro: | Simone Cavasino (Monfalcone) |

|  |           |                         |
|  | Marcatori | 2’ Miani 12’, 16’ Lavia |

| Mortegliano 29 settembre 2007, ore 15:00 CEST                                                                    | Chiasiellis | 5 – 2 referto                     | Trasaghis | Stadio comunale Franco Beltrame |
| \| \| \| \| \| Maglio 1t’, 2t’ Degrassi 1t’ Cester 1t’, 2t’ \| Marcatori \| 2t’ (aut.) Gressani 2t’ Cucchiaro \| |             |                                   |           |                                 |
| |             |                                   |           |                                 |
| Maglio 1t’, 2t’ Degrassi 1t’ Cester 1t’, 2t’                                                                     | Marcatori   | 2t’ (aut.) Gressani 2t’ Cucchiaro |           |                                 |

| 4 novembre 2007, ore 14:30 CET                                              | Barcon    | 2 – 2 referto            | Chiasiellis |  |
| \| \| \| \| \| Simeoni 2t’, 2t’ \| Marcatori \| 1t’ Maleševič 55’ Cester \| |           |                          |             |  |
|                                                                             |           |                          |             |  |
| Simeoni 2t’, 2t’                                                            | Marcatori | 1t’ Maleševič 55’ Cester |             |  |

| Arbitro: | Bindoni (Treviso) |

|                                                   |           |  |
| Bortolus 14’ Paroni 20’, 35’ Lavia 30’ Cester 73’ | Marcatori |  |

| Arbitro: | Christian Vaccher (Pordenone) |

|                            |           |  |
| Mauro 15’, 32’ Stabile 45’ | Marcatori |  |

## Statistiche

### Statistiche di squadra
| Competizione | Punti | In casa | In casa | In casa | In casa | In casa | In casa | In trasferta | In trasferta | In trasferta | In trasferta | In trasferta | In trasferta | Totale | Totale | Totale | Totale | Totale | Totale | DR  |
| Competizione | Punti | G       | V       | N       | P       | Gf      | Gs      | G            | V            | N            | P            | Gf           | Gs           | G      | V      | N      | P      | Gf     | Gs     | DR  |
| ------------ | ----- | ------- | ------- | ------- | ------- | ------- | ------- | ------------ | ------------ | ------------ | ------------ | ------------ | ------------ | ------ | ------ | ------ | ------ | ------ | ------ | --- |
| Serie A      | 19    | 11      | 2       | 3       | 6       | 13      | 23      | 11           | 2            | 1            | 8            | 8            | 30           | 22     | 4      | 4      | 14     | 21     | 53     | -32 |
| Coppa Italia | -     | -       | -       | -       | -       | -       | -       | -            | -            | -            | -            | -            | -            | 5      | 3      | 1      | 1      | 15     | 7      | +8  |
| Totale       | -     | -       | -       | -       | -       | -       | -       | -            | -            | -            | -            | -            | -            | 27     | 7      | 5      | 15     | 36     | 60     | -24 |

### Statistiche delle giocatrici
| Giocatore     | Serie A  | Serie A | Serie A     | Serie A    | Coppa Italia | Coppa Italia | Coppa Italia | Coppa Italia | Totale   | Totale | Totale      | Totale     |
| Giocatore     | Presenze | Reti    | Ammonizioni | Espulsioni | Presenze     | Reti         | Ammonizioni  | Espulsioni   | Presenze | Reti   | Ammonizioni | Espulsioni |
| ------------- | -------- | ------- | ----------- | ---------- | ------------ | ------------ | ------------ | ------------ | -------- | ------ | ----------- | ---------- |
| S. Berardo    | 18       | 1       | 0           | 0          | ?            | 0            | ?            | ?            | 18+      | 1      | 0+          | 0+         |
| S. Bortolus   | 22       | 2       | 1           | 0          | ?            | 1            | ?            | ?            | 22+      | 3      | 1+          | 0+         |
| L. Canciani   | 1        | 0       | 0           | 0          | ?            | 0            | ?            | ?            | 1+       | 0      | 0+          | 0+         |
| E. Cester     | 18       | 1       | 0           | 0          | ?            | 4            | ?            | ?            | 18+      | 5      | 0+          | 0+         |
| V. D'Angelo   | 1        | 0       | 0           | 0          | ?            | 0            | ?            | ?            | 1+       | 0      | 0+          | 0+         |
| C. Dazzan     | 14       | 0       | 1           | 0          | ?            | 0            | ?            | ?            | 14+      | 0      | 1+          | 0+         |
| M. Degrassi   | 22       | 3       | 2           | 0          | ?            | 1            | ?            | ?            | 22+      | 4      | 2+          | 0+         |
| M. Gressani   | 16       | 0       | 0           | 0          | ?            | 0            | ?            | ?            | 16+      | 0      | 0+          | 0+         |
| E. Lavia      | 21       | 4       | 1           | 0          | ?            | 3            | ?            | ?            | 21+      | 7      | 1+          | 0+         |
| P. C. Maglio  | 21       | 5       | 2           | 0          | ?            | 2            | ?            | ?            | 21+      | 7      | 2+          | 0+         |
| C. Magnani    | 18       | -41     | 0           | 0          | ?            | -?           | ?            | ?            | 18+      | -41+   | 0+          | 0+         |
| S. Maleševič  | 20       | 1       | 1           | 0          | ?            | 1            | ?            | ?            | 20+      | 2      | 1+          | 0+         |
| E. Marinig    | 14       | 0       | 0           | 0          | ?            | 0            | ?            | ?            | 14+      | 0      | 0+          | 0+         |
| C. Miani      | 22       | 3       | 1           | 0          | ?            | 1            | ?            | ?            | 22+      | 4      | 1+          | 0+         |
| C. Paroni     | 11       | 1       | 0           | 0          | ?            | 2            | ?            | ?            | 11+      | 3      | 0+          | 0+         |
| D. Pisano     | 0        | 0       | 0           | 0          | ?            | 0            | ?            | ?            | 0+       | 0      | 0+          | 0+         |
| A. Spilotti   | 14       | 0       | 0           | 0          | ?            | 0            | ?            | ?            | 14+      | 0      | 0+          | 0+         |
| T. Stefanutti | 5        | -11     | 0           | 0          | ?            | -?           | ?            | ?            | 5+       | -11+   | 0+          | 0+         |
| D. L. Urbani  | 20       | 0       | 1           | 0          | ?            | 0            | ?            | ?            | 20+      | 0      | 1+          | 0+         |
| S. Zanella    | 16       | 0       | 1           | 0          | ?            | 0            | ?            | ?            | 16+      | 0      | 1+          | 0+         |